# Busta

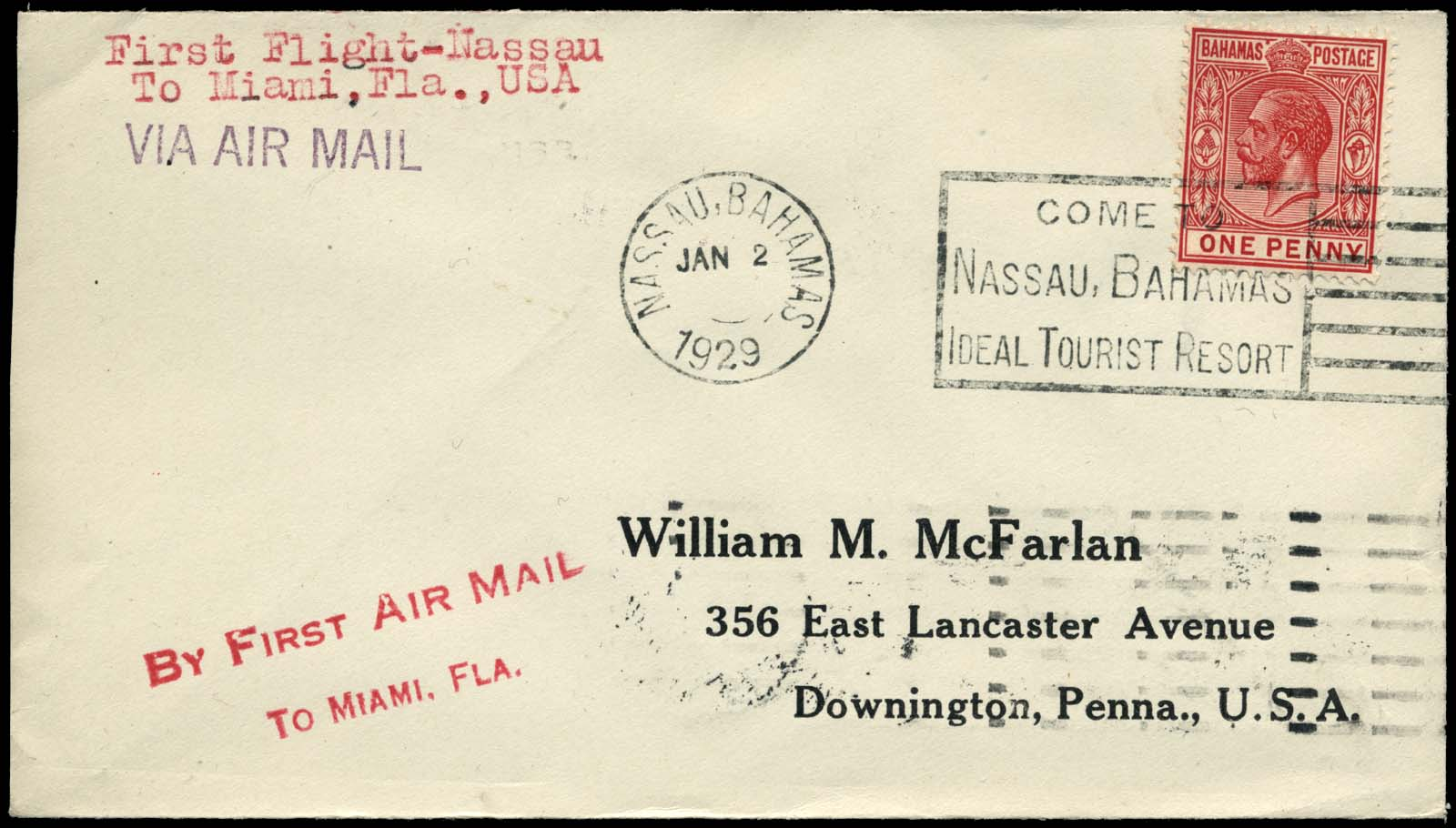
Busta tradizionale

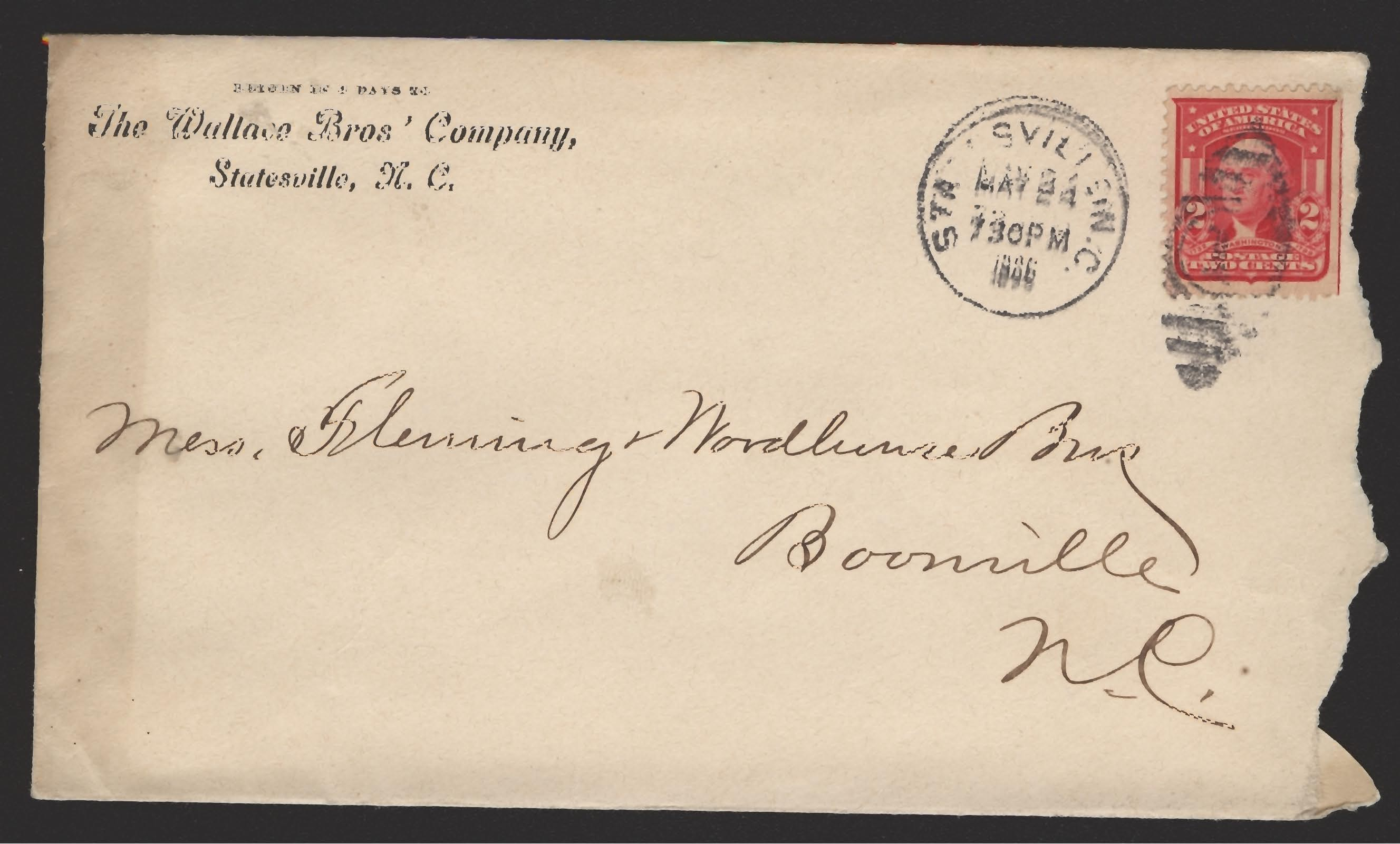
Fronte di una busta inviata negli Stati Uniti nel 1906, con il francobollo e l'indirizzo

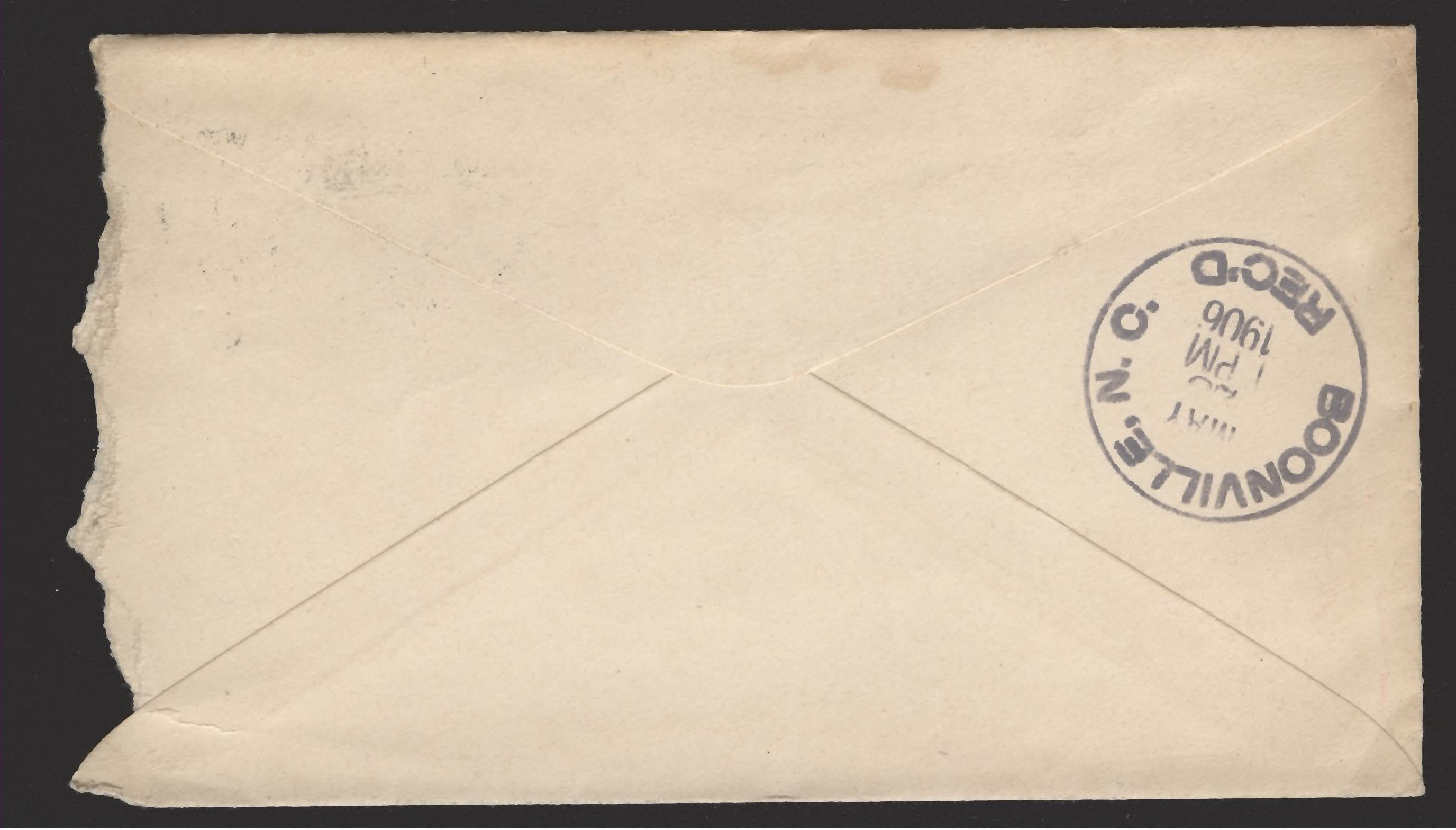
Retro di una busta inviata negli Stati Uniti nel 1906, con l'aggiunta del timbro postale dell'ufficio ricevente

La busta è un prodotto postale, generalmente fatta di carta ed eventualmente con l'aggiunta di un pannello trasparente (pellicola traslucida in poliestere o materiali derivati) o di uno spazio vuoto comunemente detti "finestra". Un altro fattore che caratterizza una busta è la possibilità di avere una chiusura autoadesiva con protezione strip o meno. Talvolta la busta dispone di un sistema di apertura facilitata collocato in corrispondenza di uno dei due angoli della parte superiore. 
Il suo utilizzo principale riguarda l'invio di lettere o documenti sia essi per uso privato che commerciale (bollette, pubblicità, marketing, contratti, ...). La busta è utilizzata per mantenere la riservatezza nei riguardi dei contenuti spediti.
Il formato più usato è DL, che misura 11 × 22 cm.
Esistono numerosi tipi di busta che si differenziano per le seguenti caratteristiche:
- busta per documenti voluminosi;
- presenza di una finestra per permettere la visione dell'indirizzo del destinatario stampato nel documento contenuto all'interno (a volte c'è anche una finestra per l'indirizzo del mittente);
- presenza di un lato apribile per l'ispezione postale;
- taglia e formato della busta:
  - il formato C4 (22,9 x 32,4 cm) destinato a contenere il formato A4 (21 x 29,7 cm),
  - il formato C5 (16,2 x 22,9 cm) destinato ai fogli A5 (come un A4 piegato in due),
  - il formato C6 (11,4 x 16,2 cm) per un foglio A6 (un A4 piegato in quattro),
  - il formato DL (11 x 22 cm) per un A4 piegato in tre parti. Formato utilizzato particolarmente per gli scambi commerciali. È chiamato anche C6/5. Questo formato sta per essere soppiantato dal C5/6, che è leggermente più grande (11,4 x 22,9 cm). È detto anche formato americano o, nella versione 6.0 di MS Word, formato italiano;
  - formato per biglietto da visita;
- tipo di carta utilizzato (ad esempio, ecologica ECF [Elemental Chlorine Free] - o riciclata).

Si trovano anche buste preaffrancate.

## Descrizione

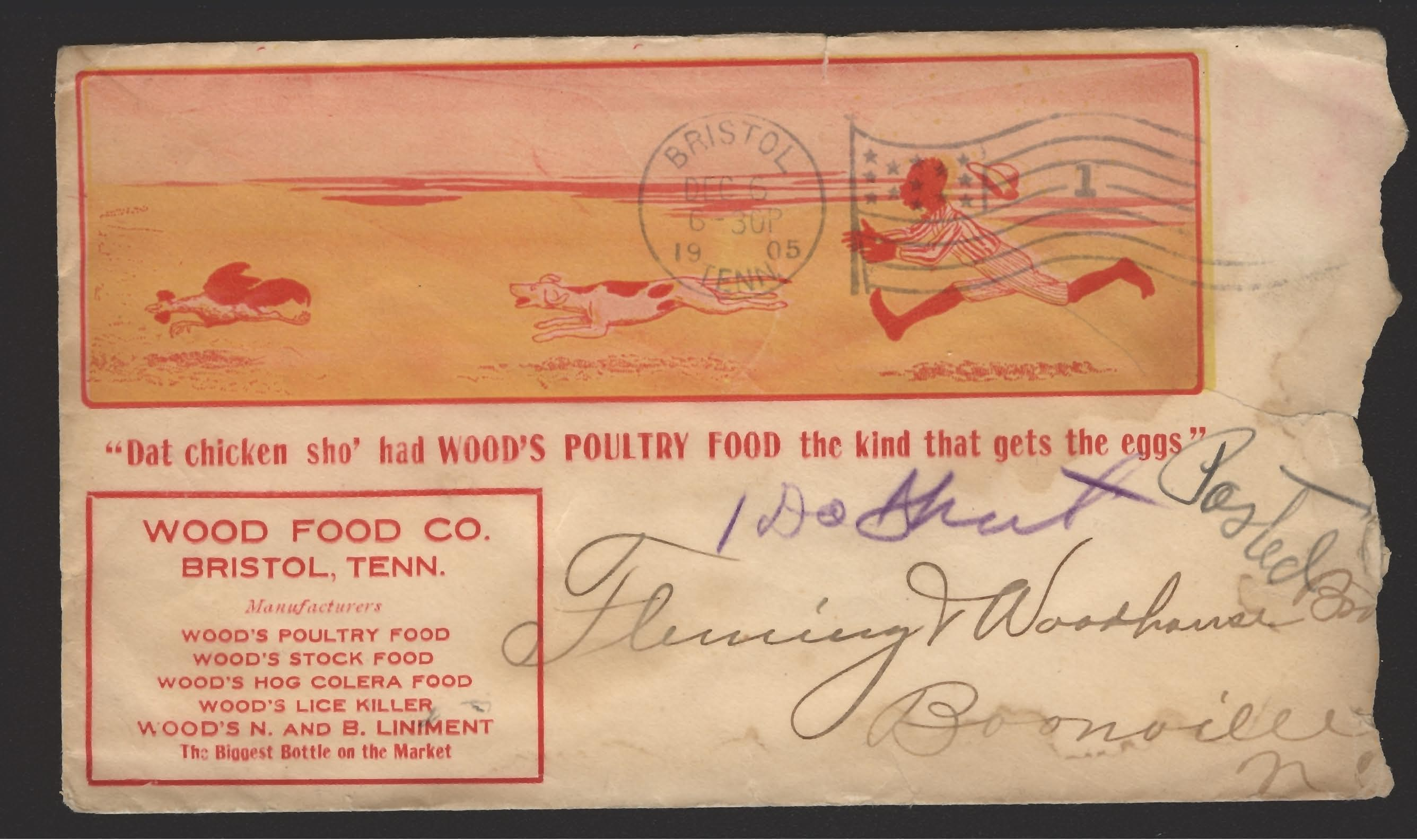
Busta pubblicitaria del 1905 utilizzata negli Stati Uniti

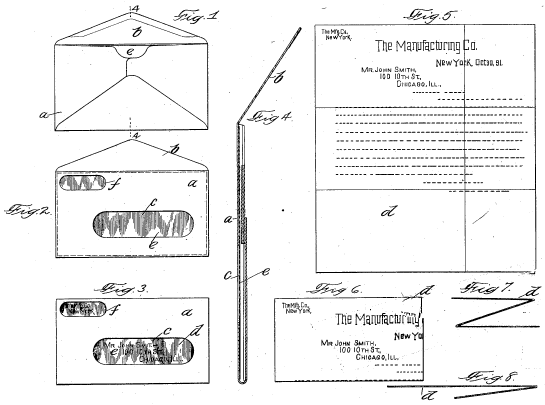
Brevetto della busta con finestra, un disegno di Americus F. Callahan.

Per standardizzare gli impianti di imbustamento automatici, generalmente, le buste sono fornite con il lembo di chiusura chiuso. Tuttavia ci sono casi eccezionali in cui le buste vengono fornite con il lembo di chiusura aperto, ciò facilita la chiusura e accelera notevolmente l'inserimento di un documento all'interno della busta.
Le buste con finestra hanno un buco tagliato nel lato anteriore della busta (e ricoperto da una pellicola traslucida materiale trasparente, generalmente poliestere o suoi derivati) che permette di vedere all'interno della busta. I documenti che vengono inseriti all'interno di tali buste sono generalmente disposti in modo che l'indirizzo o il logo aziendale stampato sulla lettera sia visibile proprio dalla finestra. Il disegno di questa busta è stato realizzato da Americus F. Callahan nel 1901 e brevettato l'anno successivo.
In alcuni casi, la carenza di materiali e/o la necessità di risparmiare hanno portato a realizzare buste che non aveva alcun film a coprire la finestra. Un processo innovativo, inventato in Europa, circa nel 1905, portò a utilizzare olio caldo per saturare l'area della busta in cui veniva stampato l'indirizzo. Successivamente questo approccio cadde in disuso.

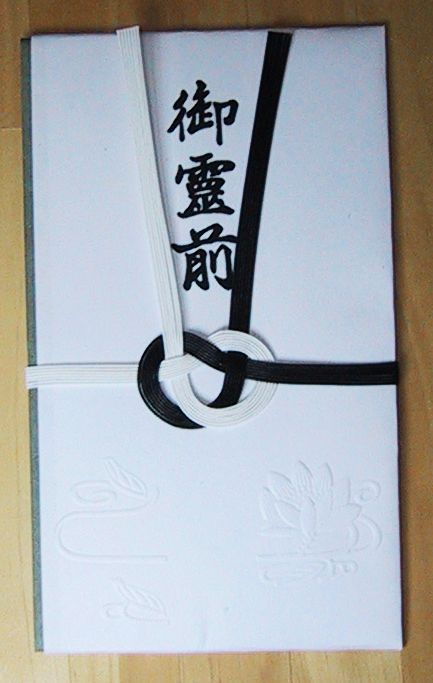
Una busta giapponese utilizzata per l'offerta di cordoglio di denaro. Le due funi, bianca e nera, rappresentano la morte. Simile buste con funi di colore rosso e argento sono utilizzati per i matrimoni.

Fino al 1840 tutte le buste venivano prodotte a mano, ciascun produttore doveva individualmente tagliare le opportune forme da un singolo foglio rettangolare. Nello stesso anno George Wilson nel Regno Unito brevettò il metodo di tessellating (piastrelle), una serie di modelli in dotazione e un grande foglio, riducendo in tal modo l'importo globale dei rifiuti prodotti per ogni singola busta prodotta. Nel 1845 Edwin Hill (Regno Unito) e Warren de la Rue hanno ottenuto un brevetto per la "stream-driven machine", ovvero una particolare macchina a vapore che non solo tagliava un foglio restituendo le forme di una busta, ma piegava al meglio le varie parti tagliate (l'incollatura meccanizzata doveva ancora essere inventata). La convenienza dei fogli pronti, già tagliati, popolarizzò l'uso di queste macchine, e la rilevanza economica delle fabbriche che producevano le buste a mano gradualmente diminuì.
Nel 1992 il Sacchettificio Monzese in collaborazione con la cartiera finlandese Veitsiluoto Oy realizza le buste più grandi del mondo, entrate nel Guinness dei primati: "REGINA", le cui misure sono 516 x 736 cm, a cui è affiancata "RE" che misura cm 755 x 757, e "PRINCIPESSA" il cui formato è 414x865 con una finestra di misure 137x342.
La produzione delle buste si è settorializzata e divisa in base alla grandezza di produzione e alle tipologie di buste prodotte. Infatti esistono differenti tipi di buste: buste standard, buste a sacco, buste speciali. Inoltre viene divisa anche la produzione per uso commerciale e per invii pubblicitari.
Poiché le buste sono fatte di carta, sono intrinsecamente suscettibili a vari abbellimenti. Solitamente vengono prodotti vari modelli che si differenziano per la forma (dimensione e formato con o senza finestra).
Un altro particolare abbellimento che viene solitamente apportato è un abbellimento grafico, ossia vengono aggiunti una grafica e un testo al di là della necessaria timbratura postale. Questa è una caratteristica che le aziende e le industrie hanno sfruttato e da cui la pubblicità diretta per corrispondenza ha tratto un forte vantaggio. L'uso di buste stampate è diventato anche uno dei più popolari metodi di commercializzazione per le piccole imprese.
Oggi la maggior parte delle oltre 400 miliardi di buste di tutte le dimensioni (e formati) realizzata a livello mondiale sono prodotte da macchine specializzate.

## Ecologia nel mondo della carta

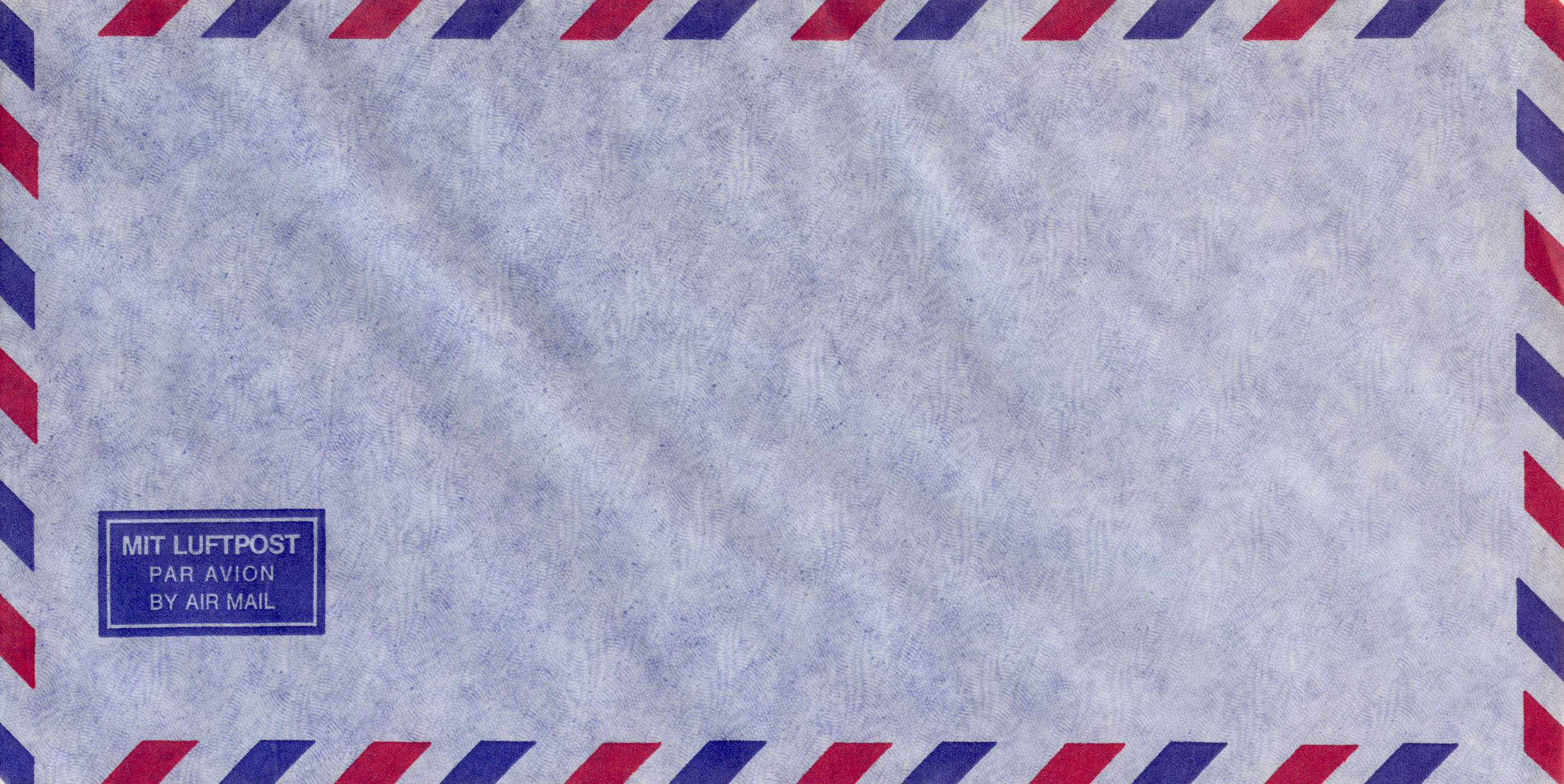
Busta per posta aerea

Negli ultimi anni le industrie produttrici di buste, e più in generale le industrie del mondo della carta, sono sempre più attente al rispetto della natura e dell'ambiente. Esistono diverse certificazioni di rispetto dei vari standard ambientali, tra questi ricordiamo: FSC (Forest Stewardship Council) e PEFC (Programme for Endorsement of Forest Certification schemes).

## Buste per stampanti laser
Novità recente del mercato sono le buste idonee al passaggio in stampante laser e/o multifunzione. Grazie a tali buste è possibile stampare la grafica delle buste direttamente su una comune stampante laser da ufficio. Questo processo rende possibile la personalizzazione delle buste al singolo invio (con le relative pubblicità).
La prima busta idonea al passaggio in stampante laser è stata brevettata da Mauro Rovelli, presidente e amministratore delegato del Sacchettificio Monzese, e dai suoi due nipoti, Milko Rovelli e Marco Rovelli.

## Dimensioni normate postali

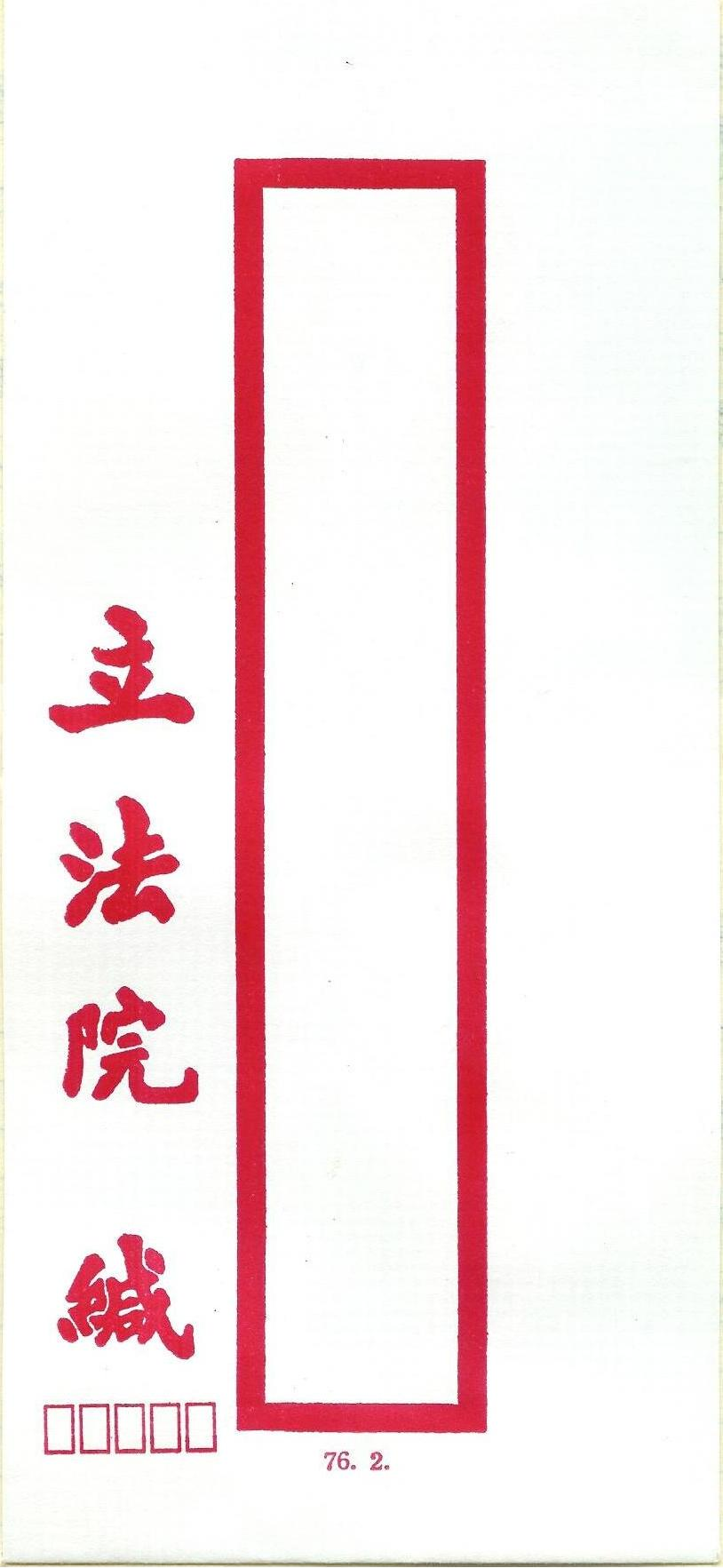
Busta cinese prodotta a Taiwan.

Lo standard internazionale ISO 269 definisce gli standard dei formati delle buste, appositamente creati per adattarsi allo standard ISO 216 che definisce i formati dei fogli di carta:
| Formato | Dimensioni (mm) | Formato del contenuto              |
| ------- | --------------- | ---------------------------------- |
| DL      | 110 × 220       | 1/3 A4                             |
| C7/C6   | 81 × 162        | 1/3 A5                             |
| C6      | 114 × 162       | A6 (o A4 piegato due volte a metà) |
| C6/C5   | 114 × 229       | 1/3 A4                             |
| C5      | 162 × 229       | A5 (o A4 piegato a metà)           |
| C4      | 229 × 324       | A4                                 |
| C3      | 324 × 458       | A3                                 |
| B6      | 125 × 176       | C6                                 |
| B5      | 176 × 250       | C5                                 |
| B4      | 250 × 353       | C4                                 |
| E3      | 280 × 400       | B4                                 |